# Kathua (stad)
Kathua is een stad in het Indiase unieterritorium Jammu en Kasjmir. Het is de hoofdplaats van het gelijknamige district Kathua.

## Demografie
Volgens de Indiase volkstelling van 2001 wonen er 40.006 mensen in Kathua, waarvan 54% mannelijk en 46% vrouwelijk is. De plaats heeft een alfabetiseringsgraad van 72%.